# Urequena
L'urequena, urekena, o orelhudos és una llengua ameríndia extingida de la família de llengües andoque-urequena parlada als marges del riu Içá, al Brasil. Un vocabulari d'aquesta llengua fou recollit pel naturalista austríac Johann Natterer (1831).

## Vocabulari
La taula següent, adaptada de Jolkesky (2016), mostra similituds entre urequena i andoque.:285 Les dades de l'urequena (Uerequena, Arequena, Orelhudos) provenen d’un manuscrit sense data del naturalista austríac Johann Natterer. Natterer va donar el riu Içá (o riu Putumayo) com a localització de la llengua.
| Anglès (traduït) | Portuguès (Jolkesky 2016) | Urequena (transcripció) | Urequena (IPA) | Andoque                                    |
| ---------------- | ------------------------- | ----------------------- | -------------- | ------------------------------------------ |
| 1.S (I)          | 1.S                       | no-, nö-                | no-, nə-       | no-, o-                                    |
| 3.S.INDEF        | 3.S.INDEF                 | ni-, in-                | ni-, in-       | ni-, i-                                    |
| 1.P (we)         | 1.P                       | kau-                    | kau-           | ka(a)-                                     |
| water            | água                      | da u koü                | daukʷɯ         | dʌʉhʉ                                      |
| bow              | arco                      | bàarù                   | baaru          | pãhã-se ‘arco’ ("bow")                     |
| banana           | banana                    | kòka-rè                 | kɔka-ræ        | kɒkɒ-pɤ                                    |
| arm              | braço                     | -nùka                   | -nũka          | -nõka                                      |
| head             | cabeça                    | -nari                   | -nari          | -tai:                                      |
| canoe            | canoa                     | pau kö                  | paukə          | pukə̃                                       |
| rain             | chuva                     | da oié                  | dawiæ          | dɤʔi                                       |
| finger           | dedo                      | -ni-rui                 | -ni-rui        | -si-domĩ                                   |
| tooth            | dente                     | -konì                   | -konĩ          | -kónĩ                                      |
| stomach          | estômago                  | -tuu                    | -tuː           | -tura                                      |
| star             | estrela                   | vuai kùi                | βuaikui        | fʉəkhʉ                                     |
| tongue           | língua                    | -tschoru                | -ʧoru          | -sonə̃                                      |
| axe              | machado                   | föü                     | ɸəɯ            | pʌʌ                                        |
| maize            | milho                     | schuu                   | ʃuu            | soboi                                      |
| nose             | nariz                     | -vüta                   | -βɯta          | -pɤta                                      |
| eye              | olho                      | -jakoü                  | -jakoɯ         | -ákʌ                                       |
| calf, lower leg  | pantorrilha               | -va                     | -βa            | -pã ‘perna’ ("leg")                        |
| leg              | perna                     | -va-tana                | -βa-tana       | -pã ‘perna’ ("leg"); -tanə̃ ‘osso’ ("bone") |
| net              | rede                      | kooma͠n                  | koːmã          | komə̃                                       |
| nail             | unha                      | govü-tarü               | ɡoβɯ-tarɯ      | -si-kopɤ                                   |